# ران جرج (بازیکن فوتبال)
ران جرج (انگلیسی: Ron George؛ ۱۴ اوت ۱۹۲۲ – October 1989 (aged 67)) بازیکن فوتبال اهل بریتانیا بود.
از باشگاه‌هایی که در آن بازی کرده‌است می‌توان به باشگاه فوتبال کریستال پالاس و باشگاه فوتبال کولچستر یونایتد اشاره کرد.